# Gościno Dwór
Gościno Dwór – dawny wąskotorowy przystanek osobowy w Gościnie-Dworze, w województwie zachodniopomorskim, w Polsce.